# Dupont Plaza Hotel

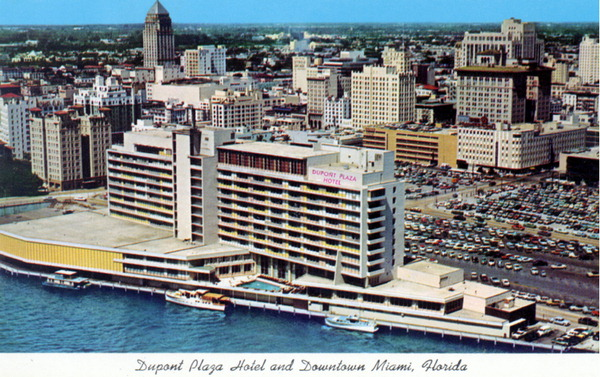
Dupont Plaza Hotel kurz nach der Eröffnung

Das DuPont Plaza (auch Dupont Plaza Center) war ein Hotel in Downtown Miami. Es wurde 1957 errichtet und 2004 abgerissen. Es war der erste Hotelneubau nach dem Ende des Tourismusbooms in Miami 1926.

## Geschichte
Nachdem der Bereich des früheren Royal Palm Hotels beinahe 25 Jahre unbebaut geblieben war und vor allem als Parkplatz (Dupont Plaza) genutzt wurde, begann der DuPont-Trust (als Nachfolger der Florida East Coast Railway), mit dem Bau eines Hotels auf dem Gelände des früheren Parkes des Royal Palm Hotels.

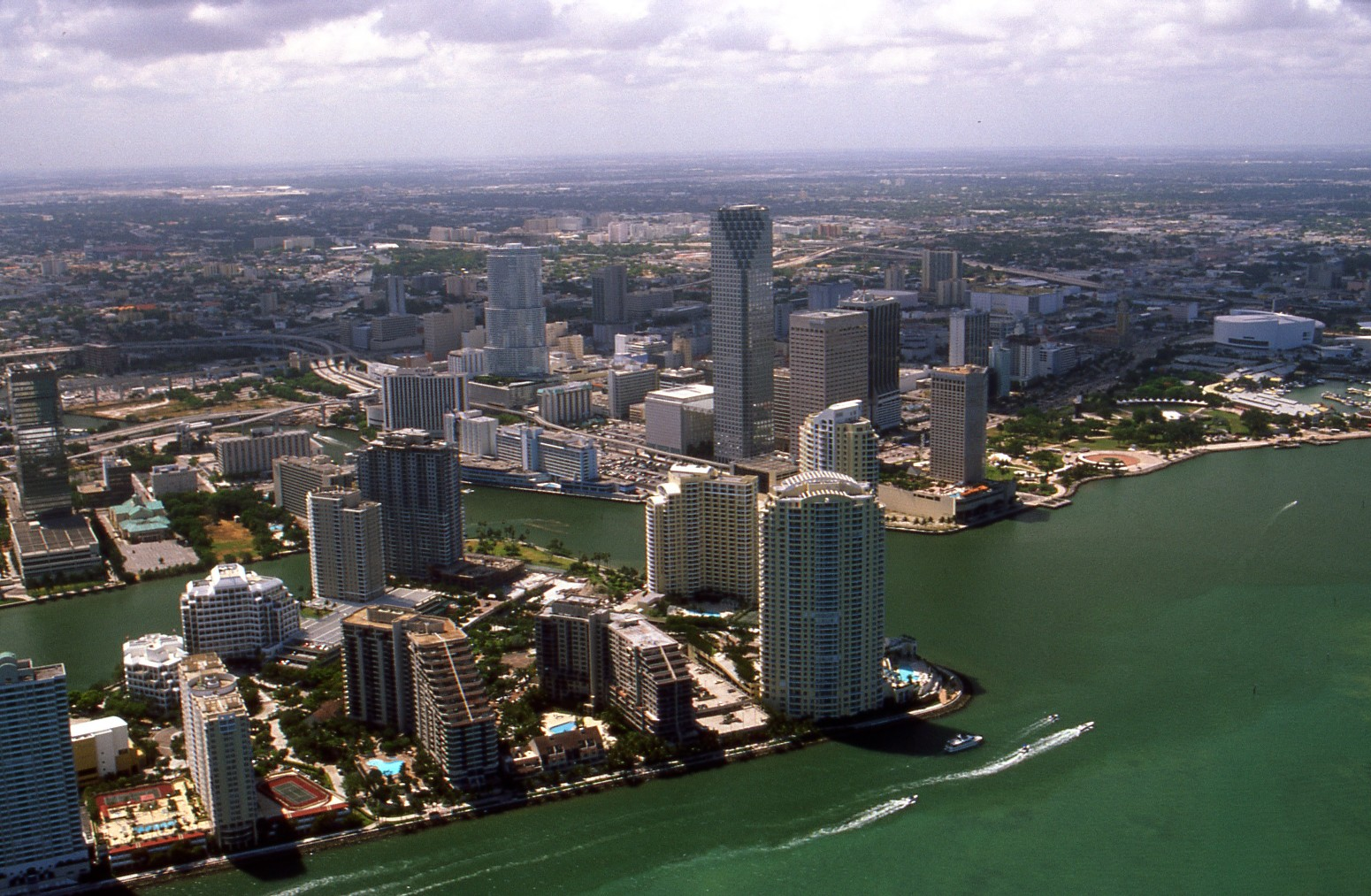
Dupont Plaza Hotel 2002

Das Gebäude war das erste große Hotel, das nach dem Ende des Touristenbooms 1926 in Miami erbaut wurde. Neben dem eigentlichen Hotel (bei der Eröffnung als Dupont Tarleton Hotel bezeichnet) umfasste das Objekt auch einen 14-stöckigen Bürokomplex (wurde bis Mitte der 1960er Jahre fertiggestellt), ein Konferenzzentrum sowie eine 9300 m² große Ausstellungsfläche des Architects International Bureau of Building Products.
Vor allem in den 1960er Jahren war das Hotel ein beliebtes Touristenziel. Ende der 1980er, Anfang der 1990er Jahre lebte das Interesse am Hotel noch einmal kurzzeitig, vor allem bei Touristen aus Südamerika und der Karibik, auf. Danach geriet das Hotel auf Grund nachlassender Nachfrage in finanzielle Schwierigkeiten. Im Februar 2000 wurde das Hotel in „Ramada at DuPont Plaza Center“ umbenannt.
Im August 2001 wurde das Hotel von Lionstone Hotels and Resorts gekauft. Der ursprüngliche Plan einer Renovierung für 80 Millionen Dollar wurde bald aufgegeben, und das Hotel wurde vom April 2004 bis zum Januar 2005 abgerissen. Heute befindet sich an der Stelle des Hotels das Epic Residences & Hotel.

## Lage
Das Hotel lag direkt an der Mündung des Miami Rivers in die Biscayne Bay. Neben dem Gebäudekomplex führte die Brickell Avenue Bridge über den Fluss.

## Bauwerk
Es handelt sich bei dem Gebäude um einen zwölfstöckigen Betonbau. Zum Miami River hin verfügte das Hotel über einen zweistöckigen Flachbau für Konferenzräume und Speisesäle. Das Hotel verfügte über 297 Zimmer, einen Außenpool sowie eine Sonnenterrasse.